# Hultasjön, Halland
Hultasjön är en sjö i Varbergs kommun i Halland och ingår i Viskans huvudavrinningsområde. Sjön är 7 meter djup, har en yta på 0,155 kvadratkilometer och är belägen 42,1 meter över havet. Vid provfiske har abborre, gädda, mört och sutare fångats i sjön.

## Delavrinningsområde
Hultasjön ingår i det delavrinningsområde (635019-128991) som SMHI kallar för Mynnar i Skuttran. Medelhöjden är 43 meter över havet och ytan är 17,25 kvadratkilometer. Det finns inga avrinningsområden uppströms utan avrinningsområdet är högsta punkten. Vattendraget som avvattnar avrinningsområdet har biflödesordning 3, vilket innebär att vattnet flödar genom totalt 3 vattendrag innan det når havet efter 7,9 kilometer. Avrinningsområdet består mestadels av skog (47 procent) och jordbruk (39 procent). Avrinningsområdet har 0,61 kvadratkilometer vattenytor vilket ger det en sjöprocent på 3,6 procent.